# 張復普
張復普（17世紀—17世紀），字龍田，四川重慶府合州銅梁縣人，明朝政治人物。

## 生平
張復普是天啟七年（1627年）四川鄉試舉人（鄉魁），崇禎四年（1631年）授茂名知縣，為政清慎、愛民如子，判案料事如神，又省刑薄罪，以誠心造士，兩年內捐築學宮、修建南橋、堵塞新塘，總以三件事勸諭人民：「立好心、勤教子、早完賦。」不久因母親去世回鄉艱解任，縣人都含淚送至百里外，後官至新興知縣。

## 引用
1. 1 2  光緒《銅梁縣志·卷八·人物志上》：張復普，字龍田，崇禎四年以鄉魁宰廣東茂名，勸農造士、疑獄立剖，築南橋、塞新塘以備水患，以內艱去，士民追送百里。
2. ↑  光緒《銅梁縣志·卷六·選舉志》：舉人……明……張復普……俱天啟七年丁卯科
3. ↑  嘉慶《茂名縣志·卷十·名宦》：張復普，字龍田，銅梁人，崇禎四年以鄉魁宰茂名，清慎卓練、翼民如子，即有疑獄片言立折之，省刑薄罪、犴狴寂然，造士以誠，遇人衡鑒不爽，甫二載捐修學宮，百廢漸舉，築南橋、塞新塘，水患尤利濟百姓，每以三事諭民，曰：「立好心、勤教子、早完賦。」尋以內艱解任，邑之士無不含淚送至百里者。
4. ↑  光緒《高州府志·卷二十五·宦績傳》：張復普，字龍田，銅梁人，崇正四年以鄉魁宰茂名，清慎卓練，翼民如子，即有疑獄片言立折之，省刑薄罪，犴狴寂然；造士以誠，遇人衡鑒不爽，甫二載捐修學宮，百廢漸舉，築南橋、塞新塘，水患尤利濟百姓，每以三事諭民曰：「立好心、勤教子，早完賦。」尋以內艱解任，邑之士無不含淚送至百里者。 郝通志